# Marek Skierkowski (duchowny)
Marek Skierkowski (ur. 1965) – polski duchowny katolicki, kapłan diecezji łomżyńskiej, profesor nauk teologicznych.

## Życiorys
W 1990 ukończył magisterskie studia teologiczne i przyjął święcenia kapłańskie. Stopień naukowy doktora uzyskał w 1999, a stopień naukowy doktora habilitowanego w 2007. W 2015 otrzymał tytuł naukowy profesora nauk teologicznych. Od 1 listopada 1999 roku jest zatrudniony na Wydziale Teologicznym UKSW, najpierw jako adiunkt (1999–2009), potem profesor nadzwyczajny (2009–2017), wreszcie od 1 grudnia 2017 roku na stanowisku profesora zwyczajnego. Od 1999 roku prowadzi także wykłady w Wyższym Seminarium Duchownym im. Papieża Jana Pawła II w Łomży.    
Specjalizuje się w teologii fundamentalnej. W latach 2000–2004 zajmował stanowiska dyrektora Instytutu Teologicznego w Łomży i przewodniczącego Wydziału Studiów Kościelnych w Kurii Diecezjalnej w Łomży. Pełni funkcję kierownika Katedry Chrystologii Fundamentalnej w Instytucie Dialogu Kultury i Religii UKSW. Jest członkiem Stowarzyszenia Teologów Fundamentalnych w Polsce.
W 2013 został odznaczony Medalem Komisji Edukacji Narodowej.

## Publikacje monograficzne
- Jezus historii i wiary. Chrystologia fundamentalna Geralda O`Collinsa (2002)
- "A swoi Go nie przyjęli" (J 1,11). Teologicznofundamentalna interpretacja Third Quest (2006)
- Powołanie i warsztat teologa. Wprowadzenie do teologii (2012)
- Uczłowieczony Bóg. Chrystologia fundamentalna  (2013)
- Na peryferiach. Homilie w roku B (2016; 2017)